# Monte Yamanlar
El monte Yamanlar (en turco, Yamanlar Dağı) es un volcán extinto que se encuentra cerca de Esmirna, en Turquía. Está dentro del límite del área metropolitana de Esmirna y depende administrativamente del distrito de Karşıyaka.
En la cima existe un lago de cráter llamado Karagöl (en turco, significa "lago negro") y ofrece unas impresionantes vistas del golfo de Esmirna. Aunque está separado geológicamente de cercano monte Sípilo, la flora, la fauna y la historia son muy similares. A veces se han visto como extensión del otro.
El monte Yamanlar fue, según se sabe, el lugar elegido por el primer asentamiento que controló el golfo de İzmir hacia el año 1440 a. C., fundado por Tántalo y posiblemente llamado "Naulochon". Su riqueza provenía de las minas de la región.
En la ladera sureste de la montaña, en el barrio de Bayraklı (que también depende de Karşıyaka), existe una tumba de Tántalo que data del mismo periodo de la historia de Anatolia; el arqueólogo Charles Texier la exploró en 1835. Otra escuela sitúa la tumba de Tántalo en otro monumento encontrado en el monte Sípilo. La primera ubicación de Esmirna fue al pie del monte Yamanlar, en lo que entonces era una pequeña península.
Las laderas de Bayraklı fueron testigo de un corrimiento de tierra provocado por las inundaciones producidas entre el 3 y el 4 de noviembre de 1995 y que costó la vida de 61 personas. La zona estaba ocupada por infraviviendas que habían aparecido de forma descontrolada. Los daños materiales ascendieron a más de 50 millones de dólares. Durante el otoño de 2001 se produjeron sucesos similares que causaron la muerte de cinco personas. 

## Libros
- Ekrem Akurgal (2002). Ancient Civilizations and Ruins of Turkey: From Prehistoric Times Until the End of the Roman Empire (en inglés). Kegan Paul. ISBN 0710307764.
- Cecil John Cadoux (1938). Ancient Smyrna: A History of the City from the Earliest Times to 324 A.D. (en inglés). Blackwell Publishing.
- George E. Bean (1967). Aegean Turkey: An archaeological guide (en inglés). Ernest Benn, Londres. ISBN 978-0510032005.

- Datos: Q962205
- Multimedia: Mount Yamanlar / Q962205